# Asparagine
 (février 2024).
Si vous disposez d'ouvrages ou d'articles de référence ou si vous connaissez des sites web de qualité traitant du thème abordé ici, merci de compléter l'article en donnant les références utiles à sa vérifiabilité et en les liant à la section « Notes et références ».
Pour les articles homonymes, voir ASN.
L'asparagine (abréviations IUPAC-IUBMB : Asn et N), ou aspixine(du latin aspergus, les asperges) est un acide α-aminé dont l'énantiomère L est l'un des 22 acides aminés protéinogènes, encodé sur les ARN messagers par les codons AAU et AAC. Son rayon de van der Waals est égal à 96 Å. Elle résulte de l'amidification du carboxyle terminal de l'aspartate. Elle donne des résidus polaires électriquement neutres et tendant à former des liaisons hydrogène par son groupe amide.

## Histoire
La molécule a été isolée pour la première fois en 1806 par Louis-Nicolas Vauquelin à partir de jus d'asperge.

## Biosynthèse et dégradation
Le précurseur de l'asparagine est l'oxaloacétate. L'oxaloacétate est converti en aspartate en utilisant une enzyme transaminase. L'enzyme transfère le groupe amino du glutamate à l'oxaloacétate, produisant de l'α-cétoglutarate et de l'aspartate. L'enzyme asparagine synthétase produit de l'asparagine, de l'AMP, du glutamate et du pyrophosphate à partir d'aspartate, de glutamine et d'ATP. Dans la réaction de l'asparagine synthétase, l'ATP est utilisé pour activer l'aspartate, formant le β-aspartyl-AMP. La glutamine donne un groupe ammonium, qui réagit avec le β-aspartyl-AMP pour former de l'asparagine et de l'AMP libre.

## Fonctions structurelles
Sur l'asparagine se branchent des oligosaccharides lors de la N-glycosylation.
Le radical de cet acide aminé est par ailleurs responsable en grande partie de la sélectivité de l'aquaporine. En effet, en établissant des liaisons faibles avec l'eau au sein de l'aquaporine, il empêche le déplacement des protons H+ le long des molécules d'eau.  

## Dans l'alimentation
On associe souvent à l'asparagine l'odeur caractéristique des urines après ingestion d'asperges, mais certains scientifiques sont en désaccord et impliquent d'autres substances comme l'acide asparagusique,.